# تری‌کربن مونوسولفید
تری‌کربن مونوسولفید یا تری‌کربن گوگرد (به انگلیسی: Tricarbon monosulfide) است یک ماده شیمیایی با فرمول مولکولی C۳S است که در فضای خارجی یافت شده‌است. این مولکول که یک هتروکومولن (Heterocumulene) یا تیوکومولن به‌شمار می‌رود، از یک زنجیره مستقیم از سه اتم کربن و یک اتم گوگرد انتهایی تشکیل شده‌است.